# جون لوفيتز
جوناثان مايكل لوفيتز (بالإنجليزية: Jon Lovitz)‏ ، من مواليد 21 يوليو 1957م ، وهو ممثل أمريكي كوميدي ومغني . اشتهر بعمله كعضو فريق عمل في المسلسل الكوميدي الساخر Saturday Night Live على قناة NBC من عام 1985 إلى عام 1990 والذي تم ترشيحه عنه لجائزتي Primetime Emmy.
خارج SNL، قام بدور البطولة في دور جاي شيرمان في The Critic (1994-1995)، ولعب أدوارًا مختلفة في The Simpsons (1991-)،[2] ومثل في العديد من البرامج التلفزيونية مثل Seinfeld وFriends وNewsRadio. من عام 2012 إلى عام 2015 قام ببطولة المسلسل الكوميدي Mr. Box Office.
لعب دور كشاف بيسبول في فيلم A League of Their Own (1992) ومثل في أفلام أخرى مثل Three Amigos (1986)، وBig (1988)، وHappiness (1998)، وSmall Time Crooks (2000)، وRat Race (2001)، وThe Producers (2005). كما قدم صوته في Hotel Transylvania (2012) وHotel Transylvania 2 (2015). لعب دور آلان ديرشويتز في Saturday Night Live وجورج سانتوس في The Tonight Show Starring Jimmy Fallon.

## وصلات خارجية
- جون لوفيتز على موقع IMDb (الإنجليزية)
- جون لوفيتز على موقع ألو سيني (الفرنسية)
- جون لوفيتز على موقع ميوزك برينز (الإنجليزية)
- جون لوفيتز على موقع تيرنر كلاسيك موفيز (الإنجليزية)
- جون لوفيتز على موقع أول موفي (الإنجليزية)
- جون لوفيتز على موقع قاعدة بيانات برودواي على الإنترنت (الإنجليزية)
- جون لوفيتز على موقع قاعدة بيانات الأفلام السويدية (السويدية)
- جون لوفيتز على موقع إن إن دي بي (الإنجليزية)
- جون لوفيتز على موقع ديسكوغز (الإنجليزية)
- جون لوفيتز على موقع قاعدة بيانات الفيلم (الإنجليزية)
- Jon Lovitz On MySpace.com